# Philichthys xiphiae
Philichthys xiphiae is een eenoogkreeftjessoort uit de familie van de Philichthyidae. De wetenschappelijke naam van de soort is voor het eerst geldig gepubliceerd in 1862 door Steenstrup.